# Gigny (Yonne)
Gigny település Franciaországban, Yonne megyében. Lakosainak száma 83 fő (2022. január 1.). Gigny Nicey, Sennevoy-le-Bas, Laignes, Cruzy-le-Châtel és Sennevoy-le-Haut községekkel határos.

## Népesség
A település népességének változása:
| Lakosok száma | 94   | 102  | 106  | 99   | 94   | 88   | 83   | 82   | 83   |
|               | 2013 | 2015 | 2016 | 2017 | 2018 | 2019 | 2020 | 2021 | 2022 |